# UNICEF
Il Fondo delle Nazioni Unite per l'infanzia, in sigla UNICEF (pron. /ˈuniʧef/; già United Nations International Children's Emergency Fund, e dal 1953 United Nations Children's Fund), è un fondo delle Nazioni Unite, organo sussidiario fondato l'11 dicembre 1946 per aiutare i bambini vittime della seconda guerra mondiale.

## Storia
L'UNICEF, con sede centrale a New York, è presente in 193 paesi e si occupa di assistenza umanitaria per i bambini e le loro madri in tutto il mondo, principalmente nei paesi in via di sviluppo. I bambini e i ragazzi sotto i 15 anni sono più di 2 miliardi nel mondo. L'UNICEF è finanziato con contributi volontari di paesi, governi e privati e ha ricevuto il premio Nobel per la pace nel 1965.
Una delle principali raccolte fondi di UNICEF è "Adotta una Pigotta".
Ideata dalla cantante Jo Garsò, la Pigotta è una bambola di pezza prodotta da diverse imprese e singoli privati, il cui ricavato delle vendite è devoluto per vaccini, alimenti terapeutici, costruzione di pozzi e scuole, assistenza ai bambini in pericolo.

## Posizioni su temi etici
Tra gli obiettivi programmatici dell'UNICEF rientrano la promozione di aborti sicuri, l'educazione alla pianificazione familiare e l'utilizzo della contraccezione.
In una dichiarazione congiunta del 2011, l'UNICEF sosteneva la necessità di contrastare la diffusione dell'aborto selettivo, attraverso piani che favorissero tra l'altro l'utilizzo di servizi di aborto sicuro e programmi di pianificazione familiare per diminuire così il ricorso all'aborto.
Nel 2013, assieme all'OMS, ha pubblicato un piano integrato di linee guida per la prevenzione della mortalità infantile causata da polmonite e diarrea, inserendo, tra le strategie consigliate per la promozione della salute di donne e bambini, l'accesso a servizi di aborto sicuro.
L'UNICEF fa sua la strategia ABC ("abstitence, be faithful and consistent condom use” – "astinenza, fedeltà e uso costante dei preservativi") adottata in diversi interventi internazionali a prevenzione dell'AIDS.
Nel 1996 il Vaticano ha ritirato il suo contributo simbolico all'UNICEF in occasione della pubblicazione da parte di quest'ultimo di un manuale sulle operazioni di emergenza per le popolazioni rifugiate che sosteneva la diffusione di pratiche contraccettive di emergenza.
Nonostante ciò, in diverse occasioni alti funzionari dell'UNICEF hanno negato che l'organizzazione promuovesse l'aborto o metodi di pianificazione familiare.
L'UNICEF sostiene inoltre l'adozione da parte degli Stati di leggi che garantiscano alle coppie LGBTQ e ai loro figli il riconoscimento legale del loro status, in quanto tali norme contribuirebbero a garantire il superiore interesse dei bambini.
Nel 2013 l'UNICEF dichiarava di aver sostenuto i bambini siriani colpiti dalla guerra civile siriana con la raccolta fondi più grande nella sua storia.